# Catedral metropolitana del Santo Salvador del Mundo (Olinda)
La catedral de Olinda (en portugués: Catedral Sé de Olinda; Catedral Metropolitana São Salvador do Mundo) es una iglesia católica ubicada en Olinda, en el estado de Pernambuco sede de la arquidiócesis de Olinda y Recife en Brasil.
El primer edificio construido para el culto en el actual sitio de la sede era una sencilla capilla. Fue levantada entre 1537 y 1540 y se dedicó a Jesucristo como Salvador del mundo. El barro, material de poca resistencia usado, hizo que la capilla pronto comenzó a decaer, y fue reemplazado por otro templo en 1584, con varias capillas secundarias erigidas por iniciativa de Frei Antonio Barreiro, tercer obispo de Brasil.
En 1676, fue elevada a la condición de catedral con la creación de la diócesis respectiva.

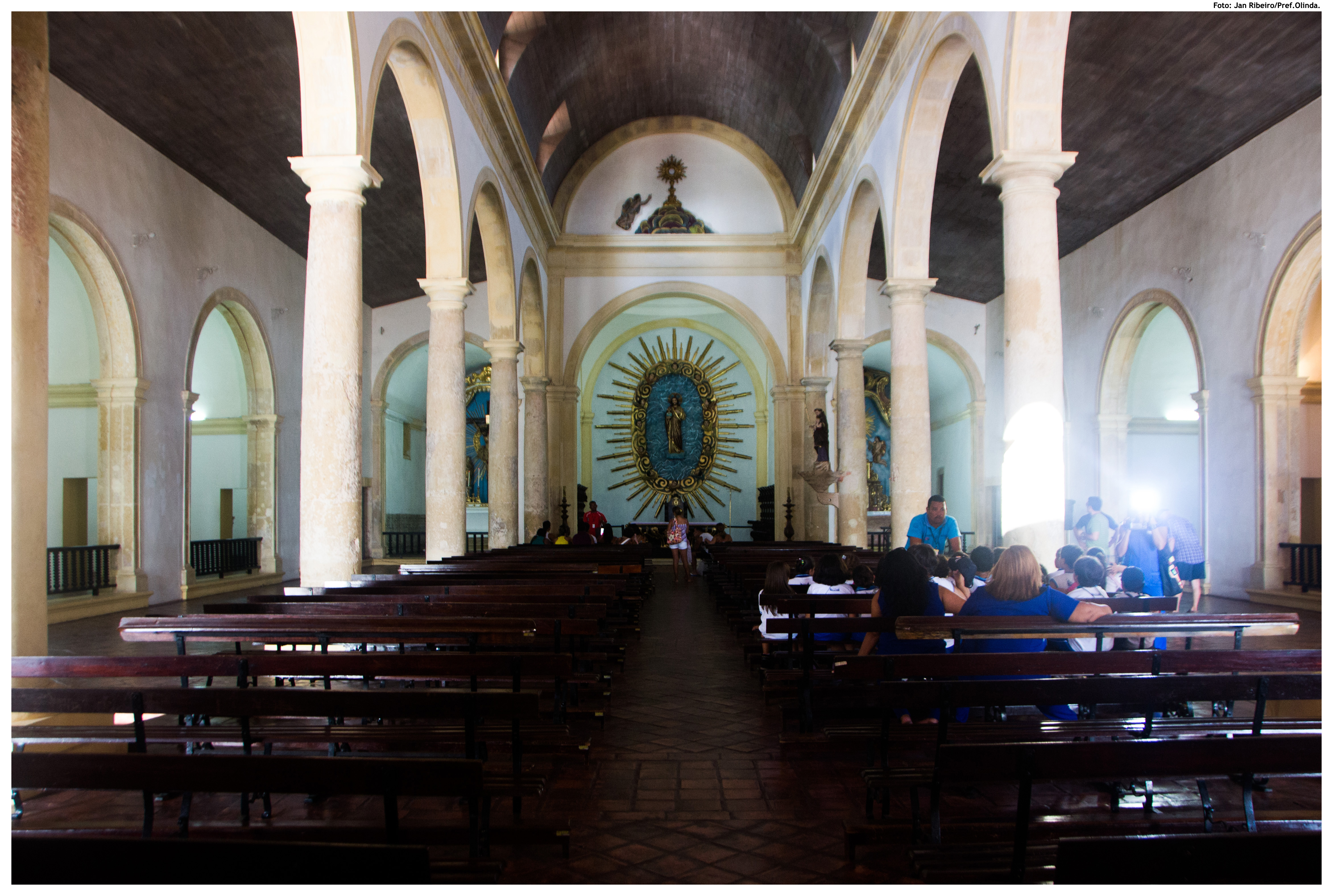
Vista interna

Es uno de los edificios más significativos del centro histórico de Olinda, inscrito como Patrimonio de la Humanidad por la Unesco en 1982.